# Трайко Постоловски
Трайко Постоловски (на македонска литературна норма: Траjко Постоловски) е югославски и северномакедонски офицер, генерал-майор от Югославската народна армия, генерал-лейтенант от Северна Македония.

## Биография
Роден е на 6 март 1936 г. в стружкото село Ържаново в земеделско семейство. През 1956 г. завършва Школа за артилерийски подофицери, а през 1961 г. и Военната академия на ЮНА в Белград. В периода 1950 – 1967 г. е командир на взвод в Ресен (1964 – 1965), Сараево (1965 – 1967) и на други места. Между 1967 и 1970 г. е командир на рота в Струмица. В периода 1972 – 1974 г. е командир на батальон пак там. От 1974 до 1975 г. е помощник началник-щаб по оперативно-учебните дейности в Скопие, а след това до 1977 г. е помощник-командир по тила на 168-а пехотна бригада в Струмица. В периода 1977 – 1980 г. е началник-щаб и същевременно заместник-командир на 168-а пехотна бригада. Между 1980 и 1984 г. е командир на бригадата. През 1982 г. завършва Школа за национална отбрана. От 1984 до 1986 г. е помощник-командир по тила на 52-и корпус на втора югославска армия. Между 1986 и 1988 г. е началник на отдела за оперативно-учебна дейности и същевременно заместник началник-щаб. През 1988 г. е назначен като представител на началника на Републиканския щаб за териториална отбрана на Социалистическа република Македония. В периода 1988 – 1990 г. е командир на отбраната на град Скопие. Между 1990 и 1992 г. е началник-щаб и заместник-командир на корпус в Битоля. От 1992 до 1993 г. е заместник-началник на Генералния щаб на армията на Република Македония. Излиза в запаса през 1993 г. Умира на 23 май 2017 г.

## Военни звания
- Подпоручик (1961)
- Поручик (1964)
- Капитан (1967)
- Капитан 1 клас (1970)
- Майор (1974)
- Подполковник (1977), предсрочно
- Полковник (1982)
- Генерал-майор (1990)
- Генерал-лейтенант (1993)

## Награди
- Орден за военни заслуги със сребърни мечове, 1963 година;
- Орден на Народната армия със сребърна звезда, 1972 година;
- Орден за военни заслуги със златни мечове, 1977 година;
- Орден на Народната армия със златна звезда, 1981 година;
- Орден на братството и единството със сребърен венец, 1985 година.